# Plesiocoelus bassiformis
Plesiocoelus bassiformis är en stekelart som beskrevs av Van Achterberg 1990. Plesiocoelus bassiformis ingår i släktet Plesiocoelus och familjen bracksteklar. Inga underarter finns listade i Catalogue of Life.